# My Love (スターダストレビューの曲)
『My Love』（マイ・ラブ）は、スターダストレビュー38枚目のシングル。2001年11月21日に発売された。

## 収録曲
全曲　作詞・作曲：根本要　編曲：石川鉄男
1. My Love
2. Deeper Kind Of Love
3. Rock & Roll Bible（愛媛FC CMソング）